# كريستوفر سوندرز
كريستوفر سوندرز (بالإنجليزية: Christopher Saunders)‏ هو عالم عقيدة أسترالي، ولد في 15 يناير 1950 في ملبورن في أستراليا.